# Hermann Hackmann

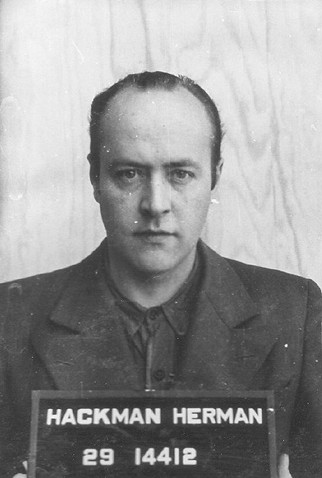
Hermann Hackmann (April 1947)

Hermann Hackmann (* 11. November 1913 in Osnabrück; † 20. August 1994 in Uslar) war ein deutscher SS-Hauptsturmführer und deutscher Schutzhaftlagerführer im KZ Majdanek sowie als Rapportführer im KZ Buchenwald tätig.

## Leben
Hackmann, Sohn eines Poliers, begann nach dem Schulabschluss 1930 eine Lehre als Maurer, die er 1933 abschloss. Er war seit 1933 SS-Mitglied (SS-Nummer 164.705).
Ab August 1934 gehörte Hackmann dem SS-Wachtrupp des KZ Esterwegen an. Nach Auflösung dieses Konzentrationslagers wurde er ins KZ Sachsenhausen versetzt, wo er erst als Blockführer und später als Rapportführer im Zellenbau eingesetzt war. Zum 1. Mai 1937 trat er der NSDAP bei (Mitgliedsnummer 5.546.919). 1937 wurde er Rapportführer im KZ Buchenwald und im Frühjahr 1939 Adjutant des dortigen Lagerkommandanten Karl Otto Koch. Anfang 1941 wurde Hackmann zum Stab der Inspektion der Konzentrationslager (IKL) versetzt. Er war in Buchenwald unter dem Spitznamen „Jonny“ bekannt. Im August 1941 wurde Hackmann Vertreter Kochs beim Aufbau des KZ Majdanek, wo er auch den Posten des Schutzhaftlagerführers innehatte.
Im Herbst 1942 kam Hackmann zur 7. SS-Freiwilligen-Gebirgs-Division „Prinz Eugen“, einer Division der Waffen-SS.
Im August 1943 wurde er wegen Unterschlagung von Besitzgütern und Mord im KZ Buchenwald nach Ermittlungen durch Konrad Morgen verhaftet und am 29. Juni 1944 von einem SS-Gericht in Kassel zweimal zum Tode verurteilt. Noch im März 1945 wurde er aus dem Straflager der SS und der Polizei Dachau im KZ Dachau entlassen. Nach Kriegsende wurde er noch 1945 verhaftet.
Im Buchenwald-Hauptprozess, der im Rahmen der Dachauer Prozesse stattfand, verurteilte ein US-amerikanisches Militärgericht Hackmann am 14. August 1947 erneut zum Tode, die Todesstrafe wurde aber 1948 in eine lebenslängliche Freiheitsstrafe umgewandelt. Nach der im März 1955 erfolgten Entlassung aus dem Kriegsverbrechergefängnis Landsberg arbeitete Hackmann bis zu seiner Verrentung 1976 als Kaufmann und Reiseprokurist bei einer Möbelfirma in Uslar.
Am 30. Juni 1981 wurde er vom Landgericht Düsseldorf im dritten Majdanek-Prozess wegen gemeinschaftlicher Beihilfe zum Mord an mindestens 141 Personen zu zehn Jahren Haft verurteilt. Hackmann verstarb im August 1994 in Uslar.